# 太空引擎
SpaceEngine（中文翻譯：太空引擎）是一個專有軟件、3D 天文學程序和遊戲引擎，由俄羅斯天文學家和程序員Vladimir Romanyuk開發。它使用真正的天體目錄和程序化生成，創建一個代表整個宇宙的三維天文館。用戶可以以任何方向或速度在空間中行進，並且在時間上向前走或向後走。它採用偽隨機數創建任意類型的行星系統，星雲或星系。
SpaceEngine包括數千個真實物體，包括來自HIP目錄的恒星，來自NGC和IC目錄的星系，幾個知名的星雲，以及所有已知的系外行星和它們的恆星。

## 功能
它採用星表與程序化生成創造一個10Gpc的立方體宇宙。
支持自定義多種不同類型模組，使用者可以任意製作多種天體及多種太空船模組導入到Space Engine中。

## 導航
用SpaceEngine時，用戶可用鍵盤和鼠標（包括WASD）自由探索宇宙。用戶可以選擇程序宇宙內任何天體後用go-to功能自動遊至那裡。可以點擊選擇天體，或以搜索視窗搜後選擇天體。
有三個不同相機控制模式。自由模式下，相機無慣性移動。用戶可設定恆定速度至每秒高達1億秒差距。航天器和飛行器模式启用慣性，用戶設定加速度而不是速度。飛行器模式下，運動方向隨從相機方向；在航天器模式下，它不隨從。

SpaceEngine的页面

發動機用戶也可增速、減速或遊至特定時刻；但輸入窗口僅接受-2,147,483,648年1月1日至2,147,483,648年12月31日間日期。超出此限制，物理正常進行，但數據溢出將導致日曆顯示循環。
所有關鍵命令可在SpaceEngine設置內自定義。

### 維基和地點
該軟件內置“維基”數據庫，給出每個天體詳細信息，玩家可提供自定義名或編寫說明。它也有位置數據庫，在那裡玩家可保存任何位置和時間，並在將來重新載入。

## 發展
太空引擎的開發始於2005年，2010年6月首次公布。該軟體是用C++編寫的，並使用OpenGL圖形庫作為它的圖形API以及使用GLSL編寫它的着色器。
2019年6月11日，SpaceEngine在Steam平台发行。

## 歷史版本
- 0.990 （注：0.990版本号已更改为0.990.xx.yyyy格式，并且新版SpaceEngine将不再支持x86-32系统。）(2019年6月11日)[6]
- 0.9.8.1 (官方尚未釋出)
- 0.9.8.0e (2017年8月19日) 此版本可觀察到日蝕，官方表示這是一個小補丁，做了一些錯誤修復。[7]
- 0.9.8.0 (2016年7月30日)
- 0.9.7.4 (2015年5月7日)
- 0.9.7.3 (2015年4月17日)
- 0.9.7.2 (2014年12月26日)
- 0.9.7.1 (2013年12月25日)
- 0.9.7.0 (2013年5月1日)
- 0.9.6.2 (2012年7月21日)
- 0.9.6.1 (2012年7月8日)
- 0.9.6.0 (2012年7月5日)
- 0.9.5.1 (2011年11月18日)
- 0.9.4 (2011年6月11日)
- 0.9.3 (2011年4月24日)
- 0.9.1 (2011年3月29日)
- 0.9.0 (2011年3月6日)
- 0.8.5 (2011年1月4日)
- 0.8.4 (2011年1月1日)
- 0.7.4 (2010年6月19日)

## 外部連結
- 官方网站
- Steam上的SpaceEngine （页面存档备份，存于）